# Wikstroemia johnplewsii
Wikstroemia johnplewsii är en tibastväxtart som beskrevs av Warren Lambert Wagner och D.H. Lorence. Wikstroemia johnplewsii ingår i släktet Wikstroemia och familjen tibastväxter. Inga underarter finns listade i Catalogue of Life.